# Ecthèse
L'ecthèse (en grec  Ἔκθεσις, exposition) est le nom d'un Symbole de foi proclamé en 638 par l'empereur Héraclius et probablement rédigé par le patriarche Serge Ier de Constantinople. Il tente de susciter une réunion ecclésiale des monophysites arméniens, des sévériens d'Égypte et des jacobites de Syrie afin notamment de reconquérir l'appui des Ghassanides qui s'étaient alliés avec les musulmans et avaient pris les armes contre Byzance[réf. nécessaire].
Acceptée en 639 par un synode de Constantinople présidé par le patriarche Pyrrhus, cette tentative de conciliation de l'orthodoxie (dogme de Chalcédoine) et du monothélisme est par ailleurs condamnée par le pape Jean IV en 640.